# Michele Carafa
Michele Enrico Francesco Vincenzo Aloisio Paolo Carafa, italijanski operni skladatelj, * 28. november 1787, Neapelj, Italija, † 26. julij 1872, Pariz, Francija. 

## Življenje
Glasbo je študiral v Parizu, kjer je deloval večino svojega življenja. Bil je profesor kontrapunkta na pariškem glasbenem konservatoriju. 
V Parizu je prijateljeval s številnimi Italijani, ki so delovali v mestu (še posebej v krogu Italijanskega gledališča). Mdr. je bil tudi tesen Rossinijev prijatelj.
16. septembra leta 1835 je pod pretvezo dvornega zdravnika, da bi izvedel resnico o zdravstvenem stanju, obiskal na smrt bolnega prijatelja Vincenza Bellinija v vili pariškega predmestja Puteaux. To je storil na zaskrbljenost Saveria Mercadanteja, ki so mu predtem obisk štirikrat onemogočili. Tudi zaradi tega so številni sklepali, da novice o Bellinijevem zdravstvenem stanju prikrivajo in rodila se je teorija zarote in skrivnostnosti.

## Opere (izbor)
- Gabriella iz Vergya (1816)
- Devica Orleanska (1821)
- Trnuljčica (1825)
- Lammermoorska nevesta (1829)